# سیارک ۱۴۲۵۲
سیارک ۱۴۲۵۲ (به انگلیسی: 14252 Audreymeyer، نامگذاری:2000AD64) چهارده هزار و دویست و پنجاه و دومین سیارک کشف شده‌است که در ۴ ژانویه ۲۰۰۰ کشف شد.
قدر مطلق سیارک برابر ۱۴٫۹ است.